# Ruyigi (commune)
Ruyigi is een gemeente (commune) in de provincie Ruyigi in Burundi.  De hoofdplaats van de gemeente draagt dezelfde naam.